# 2004 인간시장
《2004 인간시장》은 SBS에서 2004년 3월 8일부터 2004년 5월 11일까지 특별기획으로 방영된 월화드라마이다. 1988년 방영된 《인간시장》에 이은 김홍신의 소설인 인간시장의 두 번째 리메이크작이다.

## 기획 의도
철 없는 사법고시생 장총찬이 우연히 지하철역 선로에 뛰어든 한 남자를 구한 것을 계기로 사회에 만연한 부정부패와 각종 범죄에 맨주먹으로 부딪혀 싸워나간다는 이야기

## 줄거리
검사를 꿈꾸며 매년 사법고시에 도전하지만 번번이 낙방의 고배를 마시며 지방의 한 조용한 암자에서 법 공부를 하는 청년 총찬(김상경 분)은 다시 돌아온 시험일에 맞춰 사법고시에 응시하기 위해 상경한다.
그러나 고사장으로 향하는 지하철을 타기 위해 기다리던 중 한 남자가 갑자기 선로에 뛰어들고, 총찬은 그 남자를 구하고 일약 영웅이 되지만 시간이 지연되는 바람에 결국 시험에 응시하지 못한다. 한순간에 또다시 시험을 놓치고 집안에서도 문전박대를 당하게 된 총찬은 자신이 구한 남자가 사채빚에 시달려 자살하려 했던 것을 알게 된다.
며칠 후 다시 찾아간 그 남자의 집에는 그 남자의 유일한 딸 정은만이 남아있고 남자는 시체로 발견된다. 남자의 사인이 사채업자들의 불법 장기 적출 때문임을 알게 된 총찬은 장기 밀매 조직을 급습하고 그 뒤에 더 큰 배후 세력이 있음을 알게 된다. 그리고 마침내 산사의 스님에게서 전수받은 무술과 정의봉 하나를 들고 단신으로 그들에게 도전한다.

## 등장 인물

### 주요 인물
- 김상경 : 장총찬(28세) 역

검사를 꿈꾸는 만년 사법고시생. 아버지의 뺑소니 사건을 수사해 준다던 오종두가 약속을 지키지 않자, 이에 반감을 가지고 불의를 보면 못 지나치고 사회 정의를 바로잡는 남자로 다시 태어난다. 절에서 무공 스님으로부터 전수받은 무술 실력과 특유의 베짱으로, 목숨의 위협을 받아가며 사회에 만연한 부조리에 맞서 싸워나간다. 기하를 응징하는 데 성공하고, 사법고시에 합격해 검사가 된다.
- 박지윤 : 오다혜(27세) 역

총찬의 애인이자 신문기자. 총찬에게 차갑게 대하기도 하지만, 그 내면은 총찬에 대한 사랑으로 가득찬 여자. 사회 부조리를 고발하고 뽑아내야 한다는 정신이 강하다. 처음에는 총찬이 다칠까 봐 자신이 앞에 나서려 하지만, 세상이 총찬의 힘을 필요로 한다는 것을 알고 옆에서 돕는다.
- 김상중 : 유기하(33세) 역

엘도라도 그룹 회장. 겉으로는 유능하고 신사적인 사업가이며 고아원을 운영하는 등 사회사업가로서 활동하지만, 속으로는 사이비 종교, 조직 폭력배, 장기 밀매, 마약, 정경유착, 지하경제 등을 지배하는 범죄계의 대통령이다. 고아원에서 자라다가, 김문산에 의해 권력의 도구로 키워졌다. 총찬과 운명적으로 부딪히게 되고, 서로의 운명을 건 대결을 벌이게 된다. 정치권과 유착하고 권력과 돈을 위해서라면 토사구팽도 서슴지 않는, 출세를 위해서라면 수단과 방법을 가리지 않는 냉혈한. 심지어는 자신의 후견인인 김문산을 죽일 정도이다. 하지만 그의 이면에는 어릴적 고아로 자라나면서 겪었던 아픈 상처들이 비틀린 욕망으로 응어리져 있다. 어쩌면 측은한 인물. 총찬에 의해 몰락하고 시연과 같이 자살한다.
- 김소연 : 홍시연(27세) 역

김문산의 로비스트이자 기하의 연인으로, 기하의 일을 돕는 베일에 싸인 인물. 기하와 마찬가지로 고아원 출신으로, 김문산에 의해 권력의 도구로 키워졌다. 기하의 지령으로 총찬에게 접근해서 다혜와 총찬 사이를 갈라두고, 총찬과 기하 사이를 방황한다. 차갑고 냉정하고 빈틈없는 인물처럼 보이지만, 이는 모두 과거 고아원 시절 겪었던 힘든 기억들을 지워버리기 위한 행동이다. 유일하게 그의 행동을 이해해주는 남자 총찬에게 마음이 끌리게 된다. 하지만 기하의 마음이 변함없이 자신에게 있다는 사실을 알아차리고 기하에게 돌아가려고 하지만, 정치권과 유착하고 폭력배에 기대어 엄청난 비리를 저지른 기하가 몰락하자 같이 자살한다.

### 주변 인물
- 이정길 : 김문산 역

자유국민당 국회의원. 기하와 시연을 고아원에서 입양하여 키운 장본인이다. 기하가 운영하는 모든 사업 뒤에는 그가 배후로 존재하고 있다. 기하를 견제하기 위해 총찬과 힘을 합치려 했으나, 도리어 기하에게 독살당한다.
- 변희봉 : 오종두 역

다혜의 아버지로 전직 형사였으나 은퇴하고 흥신소 '태평성대'를 운영하고 있다. 무뚝뚝한 것 같지만 총찬을 사윗감으로 생각하고 있다.
- 오미연 : 양광자 역

총찬과 연희의 어머니. 뺑소니 사고로 남편을 잃고 포장마차를 운영하며 총찬과 연희를 키워냈다. 총찬이 출세하기만을 바라고 살지만 뜻대로 되지 않아 늘 속상해한다.
- 김인권 : 박상구 역

소매치기 출신이었으나 총찬의 인도로 개과천선하고 태평성대에서 일한다. 총찬을 위해서라면 목숨도 아끼지 않고 덤벼드는 의리있는 동생이다.
- 한혜진 : 장연희 역

총찬의 여동생. 재수생이지만 춤과 노래에만 관심이 있어 친구 진숙과 연예인 오디션을 보러 다니기 일쑤다.

### 그 외
- 윤기원 : 남구만 역

연예기획사 실장. 연희와 진숙을 위험에 빠뜨리지만, 총찬의 인도로 개과천선하고 오종두의 흥신소에서 일한다. 상구와 더불어 총찬의 충복.
- 황보라 : 공미 역

오종두의 흥신소에서 일하는 직원.
- 임성언 : 김진숙 역

연희의 친구. 연예인 오디션을 보러 다니다가 MSE 생명공학연구소에 넘겨져 마약 주사를 받는다. 총찬에 의해 구출되지만 다시 납치되어 성매매업소에 팔려갔다가 다시 구출된다.
- 박동빈 : 박용선 역

강직하고 정의감이 투철한 검찰 특수부 평검사. 총찬과 함께 기하를 무너뜨리기 위해 노력한다.
- 박영지 : 오진구 역

자유국민당 대표. 김문산과 기하를 통해 정치자금을 받는 부패 정치인.
- 김학철 : 양기두 역

불법 장기 밀매 조직의 보스로 기하의 아래에 있었으나, 기하가 등을 돌리자 그에게 복수하기 위해 칼을 갈기 시작한다. 기하의 사주를 받은 곰에게 살해된다.
- 손호균 : 고석철(곰) 역

양기두의 부하였으나, 기하의 사주를 받고 양기두를 살해한다. 미국으로 도피하고 총찬이 대신 누명을 쓰지만, 기하가 약속한 돈을 주지 않자 귀국하여 총찬의 누명을 벗겨주고 대신 복수를 부탁한다.
- 정한헌 : 지준필 역

성매매업소 포주. 총찬에게 당한 후 총찬에게 협조하기도 하지만, 살기 위해 기하에게도 계속 협조하는 이중첩자 노릇을 한다.
- 이한위 : 오필근 역

직업은 형사이지만, 기하의 사주를 받고 총찬에게 살인 누명을 씌우고 사람을 죽이는 등 악행을 서슴지 않는 부패한 경찰, 박쥐형 인간이다.

### 특별 출연
- 이기영 : 황화수 역

MSE 생명공학연구소 소장이지만, 사실은 사람을 벌레 죽이듯 하는 사이비 종교 교주이다. 역시 기하가 배후에 있다. MSE 생명공학연구소가 총찬에 의해 해체된 뒤 경찰 심문을 받던 중 기하의 사주를 받은 오필근에게 독살당한다.

## 사운드 트랙
2004년 3월 31일 도레미레코드에서 발매.
수록곡
1. 심판의 날(Gothic Rock) - 김경호
2. C - 서우영
3. 바람 - 무칸호야
4. What Can I Say - 거미
5. 그대만이 - 강인한
6. 내 안의 날개 - 서우영
7. Still - 거미
8. Judgment Day (Gothic Rock/Inst.) - 이현석
9. 심판의 날(Alternative Rock) - 박완규
10. 바람 (Ballad) - 무칸호야
11. What Can I Say (Ballad) - 거미
12. 그래도 싸 - SLAM
13. 널 위한 지혜 - 김경호
14. 바람 (Reprise) - 정성
15. What Can I Say (Reprise) - 무칸호야
16. 심판의 날 (Baroque Metal) - 김경호
17. A Dialogue Of Self ANd Soul (Inst.) - Connexion

## 참고 사항
- 당초 《왕의 여자》 후속으로 기획됐지만 경쟁프로그램 MBC 《대장금》의 후속으로 방영될 《불새》와 제작사(초록뱀)가 동일하다는 이유로[1] SBS 주말 특별기획 드라마로 편성이 변경되었다. 하지만 《대장금》이 인기로 인해 연장 방영을 결정하면서 원래 계획대로 《왕의 여자》 후속 월화드라마로 편성이 바뀌었다.[2]
- 김상경(장총찬 역) 외의 주요 배우들 캐스팅 문제로 어려움을 겪어왔는데, 오다혜 역은 당초 한지혜가 낙점됐으나 KBS 2TV 미니시리즈 《낭랑 18세》에 출연하게 되면서 박지윤이 대신 맡게 되었다. 이와 함께 류수영, 박용우 등도 캐스팅 제의를 받았지만 모두 개인사정으로 고사하자 당시 집필자였던 박범수 대신 장영철로 작가가 바뀌었다.[3]
- 김소연은 해당 드라마에 캐스팅되기 전 KBS 2TV 주말극 애정의 조건에서 강은파 역으로 낙점되었으나(당시 제목은 '이브의 선택') 거절하였다.
- 매회 폭력 장면이 자세하게 묘사되어 비판을 받았고[4], 이에 방송위원회는 2004년 3월 23일, "장기밀매, 납치, 어린이 유괴, 폭력이 과다하게 노출됐다"며 경고처분과 함께 15살 이상 시청가 등급을 19살 이상으로 상향조정하도록 권고했다.[5]
- 1988년 MBC에서 방송한 《인간시장》의 장총찬 보다 훨씬 다양한 현대적 테크니션을 지원하는 참모들을 배치해 드라마의 볼거리를 제공하면서도 전체적인 드라마 톤은 경쾌하고 코믹하게 이끌어갈 예정이었으나[3], 결국 기대 이하의 성적에 그쳤다.